# HTV Tomislavgrad
HTV Tomislavgrad,  televizijska postaja Hrvata na prostoru Federacije BiH pod hrvatskom kontrolom
Prostore u Mijata Tomića bb, Tomislavgrad.
Godine 1998. jedna od šest televizijskih postaja Hrvata na prostoru Federacije BiH pod hrvatskom kontrolom. Nije imala vlastiti program. Djelovala je reemitiranjem satelitskog programa.